# Malik Williams
Malik Williams (Fort Wayne, 26 de agosto de 1998) é um jogador norte-americano de basquete que atualmente joga pelo Toronto Raptors da National Basketball Association (NBA).
Ele jogou basquete universitário pelo Louisville Cardinals.

## Carreira no ensino médio
Williams jogou basquete pela R. Nelson Snider High School em Fort Wayne, Indiana. Em sua última temporada, ele teve médias de 21,5 pontos, 12,5 rebotes e quatro bloqueios, levando sua equipe ao seu primeiro título da Summit Athletic Conference desde 2009. Williams foi um dos quatro finalistas para o Prêmio Mr. Basquete de Indiana. Ele saiu como o líder de todos os tempos da escola em rebotes e bloqueios.

### Recrutamento
Williams foi considerado um recruta de cinco estrelas pela 247Sports e ESPN e um recruta de quatro estrelas pela Rivals. Em 4 de agosto de 2016, ele se comprometeu a jogar basquete universitário pela Universidade de Louisville, superando ofertas de Purdue, Michigan State e Indiana.

## Carreira universitária
Como calouro em Louisville, Williams teve médias de 3.8 pontos e 2.4 rebotes. Em 6 de janeiro de 2019, ele registrou seu recorde pessoal de 19 pontos e 11 rebotes em uma vitória por 90-73 contra Miami. Williams teve médias de 7.7 pontos e 6.1 rebotes em seu segundo ano. Ele perdeu os quatro primeiros jogos de sua terceira temporada após passar por uma cirurgia para reparar um pé quebrado. Nessa temporada, Williams teve médias de 8.5 pontos e 6.1 rebotes e foi o vice-campeão do Prêmio de Sexto Homem do Ano da ACC.
Ele ficou limitado a três jogos em sua última temporada depois de lesionar o pé duas vezes. Ele voltou para Louisville para sua quinta temporada de elegibilidade, concedida devido à pandemia de COVID-19. Em 1 de fevereiro de 2022, Williams foi suspenso indefinidamente por não cumprir os padrões do programa, mas foi reintegrado em 7 de fevereiro após perder dois jogos.

## Carreira profissional

### Anwil Włocławek (2023)
Depois de não ser selecionado no draft da NBA de 2022, Williams assinou com o Anwil Włocławek da Liga Polonesa de Basquete em 1º de janeiro de 2023.

### Sioux Falls Skyforce (2023–2024)
Em 30 de outubro, Williams se juntou ao Sioux Falls Skyforce, mas foi dispensado em 8 de novembro. Cinco dias depois, ele voltou a se juntar ao Skyforce, onde jogou 33 jogos e teve médias de 11.1 pontos, 9.3 rebotes e 1.4 assistências em 23.2 minutos.

### Toronto Raptors (2024–Presente)
Em 3 de abril de 2024, Williams assinou um contrato de 10 dias com o Toronto Raptors e, em 13 de abril, assinou pelo restante da temporada.

## Estatísticas da carreira

### NBA

#### Temporada regular
| Ano     | Equipe  | PJ | PT | MPJ  | AP   | 3P   | LL   | RT  | AS | BR | TO | PPJ |
| ------- | ------- | -- | -- | ---- | ---- | ---- | ---- | --- | -- | -- | -- | --- |
| 2023–24 | Toronto | 7  | 2  | 15.3 | .265 | .200 | .000 | 5.4 | .3 | .4 | .6 | 2.7 |

### Universitário
| Ano      | Equipe     | PJ | PT | MPJ  | AP   | 3P   | LL   | RT  | AS  | BR | TO  | PPJ |
| -------- | ---------- | -- | -- | ---- | ---- | ---- | ---- | --- | --- | -- | --- | --- |
| 2017–18  | Louisville | 32 | 12 | 10.6 | .418 | .323 | .688 | 2.4 | .2  | .4 | .4  | 3.8 |
| 2018–19  | Louisville | 34 | 20 | 18.2 | .420 | .318 | .701 | 6.1 | .3  | .3 | 1.2 | 7.7 |
| 2019–20  | Louisville | 26 | 3  | 18.7 | .497 | .290 | .648 | 6.1 | .3  | .5 | .6  | 8.5 |
| 2020–21  | Louisville | 3  | 2  | 20.7 | .300 | .286 | .250 | 6.0 | 1.0 | .7 | .0  | 5.0 |
| Carreira | Carreira   | 95 | 37 | 17.0 | .408 | .304 | .571 | 5.1 | .4  | .4 | .5  | 6.2 |

## Vida pessoal
Williams usa a camisa de número 5 e tem uma tatuagem no antebraço direito em homenagem a sua amiga e ex-jogadora de basquete do ensino médio, Peytin Chamble, que morreu em um acidente de carro aos 17 anos.